# Giovanni Francesco Ugolini
Giovanni Francesco Ugolini (ur. 28 lutego 1953 w Pont-à-Vendin), sanmaryński polityk, kapitan regent San Marino od 1 kwietnia do 1 października 2002 oraz ponownie od 1 października 2010 do 1 kwietnia 2011.

## Życiorys
Giovanni Francesco Ugolini urodził się w 1953 w Pont-à-Vendin we Francji. Ukończył chemię przemysłową na Technicznych Instytucie Przemysłowym w Urbino. W latach 1974–1985 pracował jako technik laboratoryjny w Laboratorium Analiz Szpitala Państwa San Marino.
W latach 1985–1995 prowadził własną działalność gospodarczą, będąc właścicielem hotelu w Borgo Maggiore w San Marino. W latach 1991–2007 pełnił funkcję przewodniczącego Sanmaryńskiej Unii Gościnności Turystycznej (Unione Sammarinese Ospitalità Turistica, USOT). Od 1996 do 2008 był kierownikiem przemysłowym w firmie Augusta srl di San Marino. W 1990 poślubił Loredanę Mularoni, z zawodu nauczycielkę języków obcych, z którą ma córkę, Maddalenę.
W 1973 wstąpił do Chrześcijańsko-Demokratycznej Partii San Marino (Partito Democratico Cristiano Sammarinese, PDCS). W 1993 wszedł w skład jej Rady Centralnej. Od 1989 do 1993 zasiadał w radzie miasta Borgo Maggiore. W latach 1996–1998 był sekretarzem PDCS w tym mieście.
W 1998 został deputowanym do Wielkiej Rady Generalnej. W kolejnych wyborach odnawiał mandat deputowanego. W parlamencie zasiadał w Komisji Finansów oraz Komisji Spraw Zagranicznych. Od 1 kwietnia do 1 października 2002 zajmował stanowisko kapitana regenta San Marino. 3 grudnia 2008, na czas Wielkiej Rady Generalnej XXVII kadencji wszedł w skład Rady Dwunastu.
16 września 2010 został po raz drugi wybrany przez parlament na urząd kapitana regenta. Objął go 1 października 2010 na półroczną kadencję, wspólnie z Andreą Zafferanim.